# Péter Abay
Péter Abay (ur. 13 maja 1962 w Budapeszcie) – węgierski szablista, srebrny medalista olimpijski i czterokrotny medalista mistrzostw świata.

## Życiorys
Na igrzyskach olimpijskich w Barcelonie w 1992 roku reprezentacja Węgier w składzie: Bence Szabó, Csaba Köves, György Nébald, Péter Abay i Imre Bujdosó zdobyła srebrny medal w turnieju drużynowym. Indywidualnie nie startował. Był to jego jedyny występ olimpijski.
Podczas mistrzostw świata w Wiedniu w 1983 roku Węgrzy w składzie: Imre Bujdosó, Imre Gedővári, György Nébald, György Varga i Péter Abay zdobyli srebrny medal w zawodach drużynowych. Na mistrzostwach świata w Budapeszcie w 1991 roku wspólnie z Csabą Kövesem, Györgym Nébaldem, Imre Bujdosó i Bence Szabó zdobył w tej konkurencji złoty medal. Na tej samej imprezie zdobył także srebro w turnieju indywidualnym, przegrywając w finale z Grigorijem Kirijenko z ZSRR. Na rozgrywanych dwa lata później mistrzostwach świata w Essen Bence Szabó, József Navarrete, György Boros, Csaba Köves i Péter Abay zdobyli drużynowo kolejny złoty medal.
Zdobył ponadto złoto drużynowo i srebro indywidualnie na mistrzostwach Europy w Wiedniu w 1991 roku.
Jego teść, Ferenc Török, był pięcioboistą.

## Odznaczenia
W 1992 otrzymał Węgierski Order Zasługi.